# Dekanat Tarnów Północ

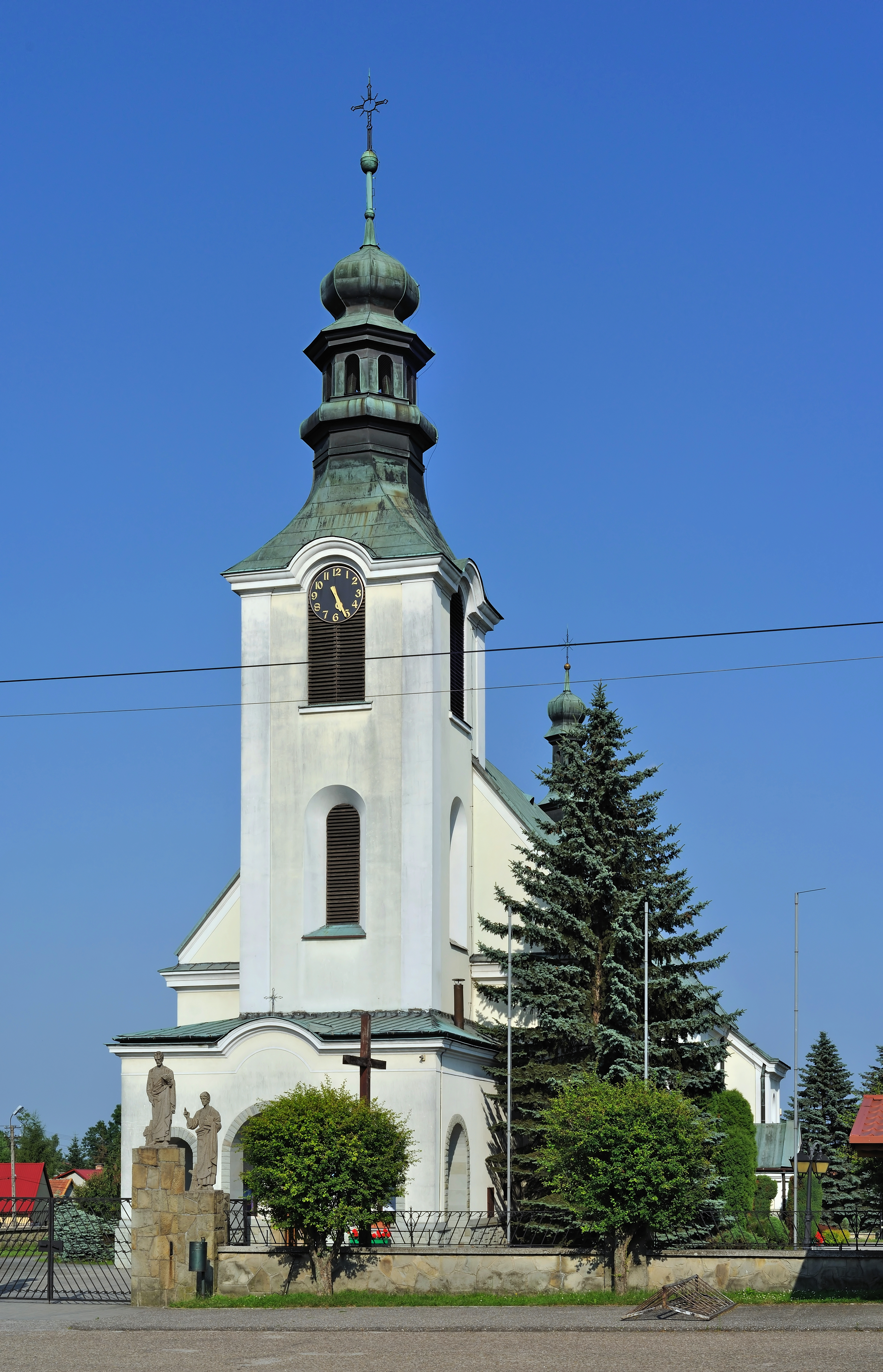
Kościół przy parafii Matki Bożej Różańcowej w Lisiej Górze (XIII w.)

Dekanat Tarnów Północ – dekanat wchodzący w skład diecezji tarnowskiej.
Dziekanem w dekanacie jest ks. dr Paweł Górski – proboszcz parafii Tarnów (św. Józefa i NMP Fatimskiej), a wicedziekanem ks. Czesław Górka – proboszcz parafii Łukowa..

## Parafie dekanatu
W skład dekanatu wchodzą parafie:
- Breń – parafia św. Brata Alberta Chmielowskiego[4]
- Brzozówka – Parafia Najświętszej Maryi Panny Wniebowziętej w Brzozówce
- Lisia Góra – parafia Matki Bożej Różańcowej
- Luszowice – Parafia św. Józefa Oblubieńca w Luszowicach
- Łukowa – parafia Matki Bożej Bolesnej
- Nowa Jastrząbka – Parafia Najświętszego Serca Jezusowego w Nowej Jastrząbce
- Pawęzów – parafia Najświętszej Maryi Panny Królowej Świata
- Stare Żukowice – Parafia Matki Bożej Częstochowskiej w Starych Żukowicach
- Śmigno – rektorat samodzielny św. Rafała Kalinowskiego
- Tarnów – Parafia Chrystusa Dobrego Pasterza w Tarnowie
- Tarnów – Parafia Świętego Józefa i Matki Bożej Fatimskiej w Tarnowie
- Tarnów-Krzyż – Parafia Świętego Krzyża i Matki Bożej Nieustającej Pomocy w Tarnowie
- Zaczarnie – Parafia Matki Bożej Bolesnej w Zaczarniu